# Metaphidippus pernix
Metaphidippus pernix är en spindelart som beskrevs av Pickard-Cambridge F. 1901. Metaphidippus pernix ingår i släktet Metaphidippus och familjen hoppspindlar. Inga underarter finns listade i Catalogue of Life.